# Popillia decellei
Popillia decellei är en skalbaggsart som beskrevs av Limbourg 2008. Popillia decellei ingår i släktet Popillia och familjen Rutelidae. Inga underarter finns listade i Catalogue of Life.